# Franko B
Franko B, pseudonimo di Franco Bosisio (Milano, 1960), è un artista italiano.

## Biografia
Residente fin da adolescente in Inghilterra, studia belle arti al Camberwell College of Arts fra il 1986 e il 1987 e al Chelsea College of Art fra il 1987 e il 1999. Il suo lavoro era originariamente basato sul sangue e sulla ritualizzazione della violazione del proprio corpo.
Tra il 1997 e il 1998 collabora con la rivista italiana di arte e cultura contemporanea Virus mutations, diretta da Francesca Alfano Miglietti.
In seguito la sua ricerca volge verso mezzi come video, fotografia, scultura, pittura e installazioni.
Ha tenuto lezioni presso numerose scuole d'Arte, fra cui St. Martins School of Art di Londra, Ruskin School of Fine Art di Oxford e Chelsea College of Art di Londra e dalla fine degli anni '00 è docente di scultura presso l'Accademia di belle arti di Macerata.
Dal 2016 è docente di scultura presso l'Accademia Albertina di Torino.

## Opere e Mostre (selezione)[2]
Anni 2000
- I Apologise - mostra a Palazzo Lucarini Contemporary, Trevi (luglio - settembre 2025)
- Another Stain on my Heart - installazione ricami su abiti vintage e di seconda mano, tovaglie e materiali di recupero (2025)
- I’m So Fucking Queer - installazione / serie di sculture a tecnica mista silicio fuso, deambulatore in acciaio, componenti meccanici e materiali di recupero (2024 - 2025)
- We are F+++T - mostra presso Peekaboo Project Space, Torino (maggio-giugno 2025)
- The Last Supper (Jesus and the 12 Billionaires) - lana su tele di lino non preparate (2025)
- No Gatekeepers of my Heart - mostra presso l'Associazione Barriera, Torino a cura di Sergey Kantsedal e Katya Kabalina (Maggio - Giugno 2024)
- Stitched Black Paintings - serie di dipinti acrilici su tele ricamate(2023-2025)
- Reflecting Wounds - performance (2022-2023)
- Here Comes the Rain - serie di disegni a punto croce su camicie da notte vintage(2023-2025)
- Stitched Black Paintings - serie di dipinti acrilici su tele ricamate(2023-2025)
- Untitled Series - disegni ricamati su carta (2021-2024)
- Reflecting Wounds - performance (2022-2023)
- I Still Love - dittico di sculture in ceramica 28 x 16 x 22 cm / 12 x 28 x 16 cm (2022)
- Love is a Wound - serie di sculture in acciaio/maquette (2021)
- Flowers Series (2020)
- All Dressed Up, Nowhere to Go - serie di arazzi in ceramica con abiti realizzati a mano individualmente da Rachael Matthews (2019-2023)
- Monografia di Franko B - progetto grafico di David Caines, Londra (2020)
- Unloved - mostra a Rua Red, Dublino (ottobre - dicembre 2019) a cura di a/political
- Unloved - performance (2019)
- Unloved Series - ricami su tela (2016-2019)
- Unloved ceramic - sculture in ceramica / installazione (2018-2020)
- Time Travels - serie di sculture multimediali (2018-2020)
- Broken - composta da frammenti di ceramica cotta (2019)
- Sleeping BeautyVersions 2, 3 e 4 - serie di sculture UPS in fusione (2016-2025) dimensions variable
- Lost Boys - serie di arazzi in ceramica / installazione (2017 - 2019)
- Scenes from a Past Life - serie di sculture in ceramica (2018 - 2020)
- Homage to the New World Order - granito Nero dello Zimbabwe inciso meccanicamente (2017)
- How to Say it the Way it is! - mostra di opere della collezione a/political, Rua Red, Dublino (Ottobre - Dicembre 2017)
- Eat Shit Fuck Die - gioielli in edizione limitata disegnata da Franko B in collaborazione con Mayu Iwakami (ililip) prodotta da ililip in Giappone
- Sleeping Beauty - scultura in marmo di Carrara scolpita a mano 150 x 70 x 30 cm (2016)
- Death & Romance in the XXI Century - mostra a Palazzo Lucarini Contemporary, Trevi (PG), Italy  (Settembre 2016 - Gennaio 2017)
- Stitched Heart - mostra da NonostanteMarras, Milano curata da Francesca Alfano Miglietti (FAM)  (Giugno - Agosto 2016)
- Because of Love - installazione permanente di oggetti di scena e scenografia (inclusa una proiezione video e un orso polare animatronico a grandezza naturale), e documentazione della performance di Franko B, Because of Love (2012 - 2014), The Foundry, Maubourguet, France (2016)
- Childhood in Distress - disegni ricamati su carta (2016)
- Boy Soldiers Series - disegni ricamati su carta (2016)
- Woof Woof I’m Back!! - mostra al The Mayor’s Parlour Gallery, Londra (Febbraio 2015)
- Milk & Blood - performance (2015 - 2018)
- Art Education Series - disegni ricamati su carta (2015)
- Insignificant - Testo di Franko B (2015)
- Play Time - video con Ivano Caffarri, Giorgio Maria Cornelio, Luca Rossi e Yessenia Trobbiani. Produzione video di Stefano Teodori (2015)
- Play Series: Adults Only - sculture in acciaio (2015)
- Death & Romance - disegni ricamati su carta (2014-2016)
- Fai Bene - linea di moda disegnata da Franko B prodotta da RRUNA, Italia (2014)
- Woof Woof - disegni ricamati su carta (2012 - 2014)
- Fil Rouge - mostra da Nonostantemarras, Milano curata da Francesca Alfano Miglietti (FAM) (Febbraio - Aprile 2013)
- I Hurt - disegni ricamati su carta (2014)
- Reading Franko B: Moments in Love - mostra dei materiali d'archivio di Franko B, University of Bristol Theatre Collection (Marzo-Aprile 2013)
- Untitled Series - dimensioni variable (2013)
- Because of Love - performance con musiche di Othon, luci di Nigel Edwards, canto di Mitch Miller e animazione di Thomas Qualmann. Sviluppato in dialogo con Gilles Jobin e Tim Etchells (2012 - 2014)
- Untouchable - Rassegna di eventi che presentano performance, arti visive e musica al Flying Dutchman di Londra (2012 - 2016)
- Guitars - varie chitarre disegnate da Franko B (2009 - 2012)
- I Still Love Part 2 - mostra alla The Nunnery Gallery, Londra (Maggio - Giugno 2011)
- I Still Love - mostra al Padiglione d’Arte Contemporanea (PAC), Milano (Ottobre - Novembre 2010) curata da Francesca Alfano Miglietti (FAM), mostra con allestimento di Fabio Novembre
- I Still Love - 150 x 150 cm  (2009 - 2012)
- I’m Thinking of You - performance con accompagnamento musicale composto e suonato da Helen Ottaway (2009-2022)
- I’m Thinking of You:Version 2 - performance con più partecipanti (2009 - 2016)
- Love in Times of Pain - mostra alla Globe Gallery, Newcastle (Aprile - Maggio 2009)

- Untouchable - testo di Franko B (2009)
- Love in Times of Pain - serie di sculture e installazioni (2007 - 2008)
- The Golden Age - serie di sculture (2007- 2008)
- Full of Love - mostra presso Marena Rooms Gallery, Torino (Aprile - Maggio 2007)
- Don’t Leave Me This Way - performance in collaborazione con Kamal Ackarie (2006 - 2009)
- The Black Period - mostra presso la Galleria Pack, Milano (Novembere 2006 - Gennaio 2007)
- Black Paintings - acrilico su tela e oggetti ready made (2004 - 2008)
- Still Life - performance (2003 - 2006)
- Aktion 893: Why Are You Here? - performance one to one (2005)
- Self Portrait Sculptures - sculture e installazione (2004 - 2006)
- Still Life - serie fotografica - Series 1 (2001- 2003) e Series 2 (2017 - 2018)
- Oh Lover Boy: The Exhibition - mostra a casa, London (2002)
- Oh Lover Boy - performance (2001- 2005)
- Now You Know Me - mostra presso la Klaus Engelhorn 20, Vienna (2001)
- Please Disturb Me - installazione al The Great Eastern Hotel, Londra (February 2001)
- Milk & Blood - video (2001)
- Neon - lavori con i neon (2001- 2024)
- I Miss You - (1999-2005) - performance realizzata presso la TATE Gallery di Londra[3]
- Blood Canvas - serie di collage e sculture (1999 - 2002 / 2024)
- Resin - serie di sculture in resina fusa contenenti oggetti e immagini ready made (1999 - 2007)
- Carving - disegni intagliati nel legno, dipinti

Anni '90
- Collages - series of mixed media collages and sculptures (1999-2005)
- Haute Couture - serie di abiti prodotti da vari stilisti utilizzando le tele macchiate di sangue dalle performance sanguinanti di Franko B (1999-2008)
- I MissYou: TV Version - video (1997)

- Relics - serie di ready made con disegni ritagliati (1999)
- Aktion 398 - performance (1998-2002)
- Early Works for Camera - varie performances per video (1988-1996)
- Mama I Can’t Sing - performance (1996-2000)
- I’m Not Your Babe - performance by Franko B (1995-1997)